# 浦和飛行場

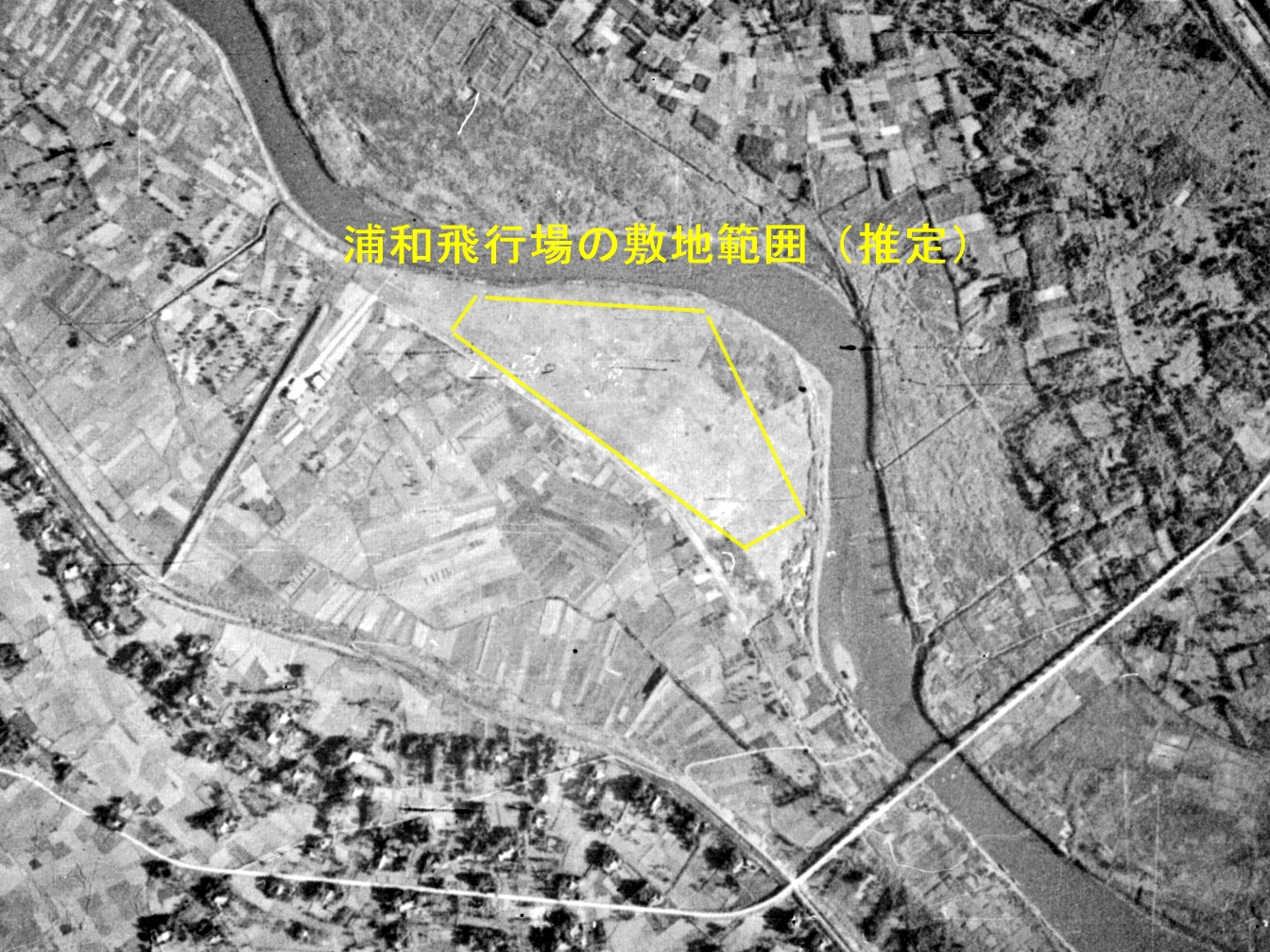
浦和飛行場の空中写真（1944年）

浦和飛行場（うらわひこうじょう）は、埼玉県志木市（当時は宗岡村）にかつて存在した飛行場。埼玉第一飛行場として建設され、のちに調布飛行場・砂町飛行場と共に戦時中の防空を目的とした拡張が計画されていたが、終戦に伴い中止された。

## 概要
戦前から戦後にかけて首都圏では、アメリカ合衆国ニューヨーク市の都市計画にならう形で飛行場が計画されていた。東京都心から20㎞以内に6つの飛行場を計画する案が出ており、その中で1938年（昭和13年）の東京地方委員会にて、浦和・調布・東京（砂町）の3つの飛行場建設が承認された。
浦和飛行場の建設地付近では、戦時下の防空やグライダー育成を目的として、既に埼玉第一飛行場の起工式が1936年（昭和11年）12月18日に行われ、1937年ごろには滑走路が完成していた。設置者は埼玉義勇飛行会で、秋ヶ瀬飛行場や秋ヶ瀬浦和飛行場とも呼ばれていた。それに隣接して拡張する計画で、1940年（昭和15年）には浦和飛行場に名称変更された。
第二次世界大戦中は、アメリカ軍も飛行場の存在を把握しており、緊急着陸場として登録されていた。3飛行場のうち調布飛行場は1941年（昭和16年）に完成したが、東京飛行場・浦和飛行場は戦局の悪化、終戦により実現しなかった。
跡地は放棄され、のちに荒川の河道の直線化に伴い大部分が河底や堤防、秋ヶ瀬取水堰となっている。飛行場が存在した付近の志木市とさいたま市桜区（旧浦和市西部）の市境は、屈曲した当時のままである。